# Самбирански миши лемур
Самбиранският миши лемур (Microcebus sambiranensis) е вид бозайник от семейство Лемури джуджета (Cheirogaleidae). Видът е застрашен от изчезване.

## Разпространение и местообитание
Разпространен е в Мадагаскар.